# Molophilus (Molophilus) tehuelche
Molophilus (Molophilus) tehuelche is een tweevleugelige uit de familie steltmuggen (Limoniidae). De soort komt voor in het Neotropisch gebied.